# Edward Kazimierz Lubomirski
Edward Kazimierz Lubomirski herbu Szreniawa bez Krzyża, pseud.: Obywatel Kaliski(?); Tłumacz tragedii Fausta, (ur. 1796 w Dubnie – zm. 26 lutego 1823 w Warszawie) – polski poeta, dyplomata, pisarz, tłumacz i historyk, kawaler maltański (w zakonie od 1814 roku), kawaler Honoru i Dewocji w Wielkim Przeoracie Katolickim w Rosji, książę.

## Życiorys
Urodził się w roku 1796 jako syn Michała, generała lejtnanta wojsk koronnych, i Magdaleny z Raczyńskich. Początkowo kształcił się w Liceum Warszawskim, a od roku 1815 w Wiedniu, gdzie rozpoczął pracę w poselstwie rosyjskim. Od roku 1820 (przez kilkanaście miesięcy) kontynuował pracę w 2 innych placówkach dyplomatycznych (Berlin, Londyn). Rok później powrócił do kraju, osiadł w dobrach rodzinnych w podwarszawskim Radzyminie, gdzie poświęcił się pracy literackiej i zajęciom gospodarskim.

## Okoliczności śmierci
Postrzelony w pojedynku z młodym oficerem strzelców konnych gwardii polskiej, Ignacym Grocholskim (zabijaką i awanturnikiem) żył jeszcze przez 6 tygodni. Przed swoją śmiercią (zmarł w wieku zaledwie 27 lat) zdążył poczynić ogromne zapisy (egzekutorem testamentu był Edward Raczyński) na cele dobroczynne. To dzięki niemu powstał w Warszawie Instytut Oftalmiczny (zamieniony później w szpital oftalmiczny przy ul. Smolnej), w którym leczono ubogich ludzi chorych na oczy.
Pochowany został w podziemiach Kolegiaty Przemienienia Pańskiego w Radzyminie, a w jej wnętrzu umieszczone zostało jego epitafium.

## Twórczość
Jeden z pierwszych krzewicieli ruchu romantycznego w Polsce, napisał: „Opis historyczno-statystyczny Wiednia...” (pisany w roku 1815, druk w roku 1821, tu m.in. pisał o literaturze niemieckiej), przełożył: „Fausta” A. Klingemanna (1819, ze wstępem o „Fauście” i o dramacie niemieckim), „Groby w dniu śmierci Tadeusza Kościuszki...” (1821, dumy rycerskie), „Rys statystyczny i polityczny Anglii...” (1829).

### Ważniejsze utwory
- Obraz historyczno-statystyczny Wiednia oryginalnie 1815 r. wystawiony, z planem tegoż miasta, Warszawa 1821, fragmenty przedr.: L. Komarnicki: Historia literatury polskiej w. XIX do r. 1830 cz. 1, Warszawa 1917, s. 113-114; J.W. Gomulicki: Życzenia dla warszawskich aktorów, "Nowe Książki" 1959, nr 22; A. Kowalska: Warszawa literacka w okresie przełomu kulturalnego 1815-1822, (Warszawa 1961), "Biblioteka Syrenki" (aneks)
- Groby w dniu śmierci Tadeusza Kościuszki. Dumy rycerskie oryginalnym wierszem napisane przez tłumacza tragedii Fausta cz. 1, Warszawa 1821, fragmenty przedr. P. Hertz w: Zbiór poetów polskich XIX w. księga 1, Warszawa 1959
- Rys statystyczny i polityczny Anglii... Dzieło pogrobowe, wyd. E. Raczyński, Poznań 1829.

### Przekłady
- E. Klingemann: Faust. Tragedia w 5 aktach... z niemieckiego wolnym wierszem przetłumaczona[3], Warszawa 1819, (tekst poprzedzony obszernym wstępem w którym autor m.in. omawia zmiany wprowadzone w stosunku do oryginału).

### Listy
- Do E. Raczyńskiego z 24 stycznia 1823, ogł. K. W. Wójcicki: Życiorysy znakomitych ludzi t. 2, Warszawa 1851, s. 244.